# Evangelische Kirche Windhausen

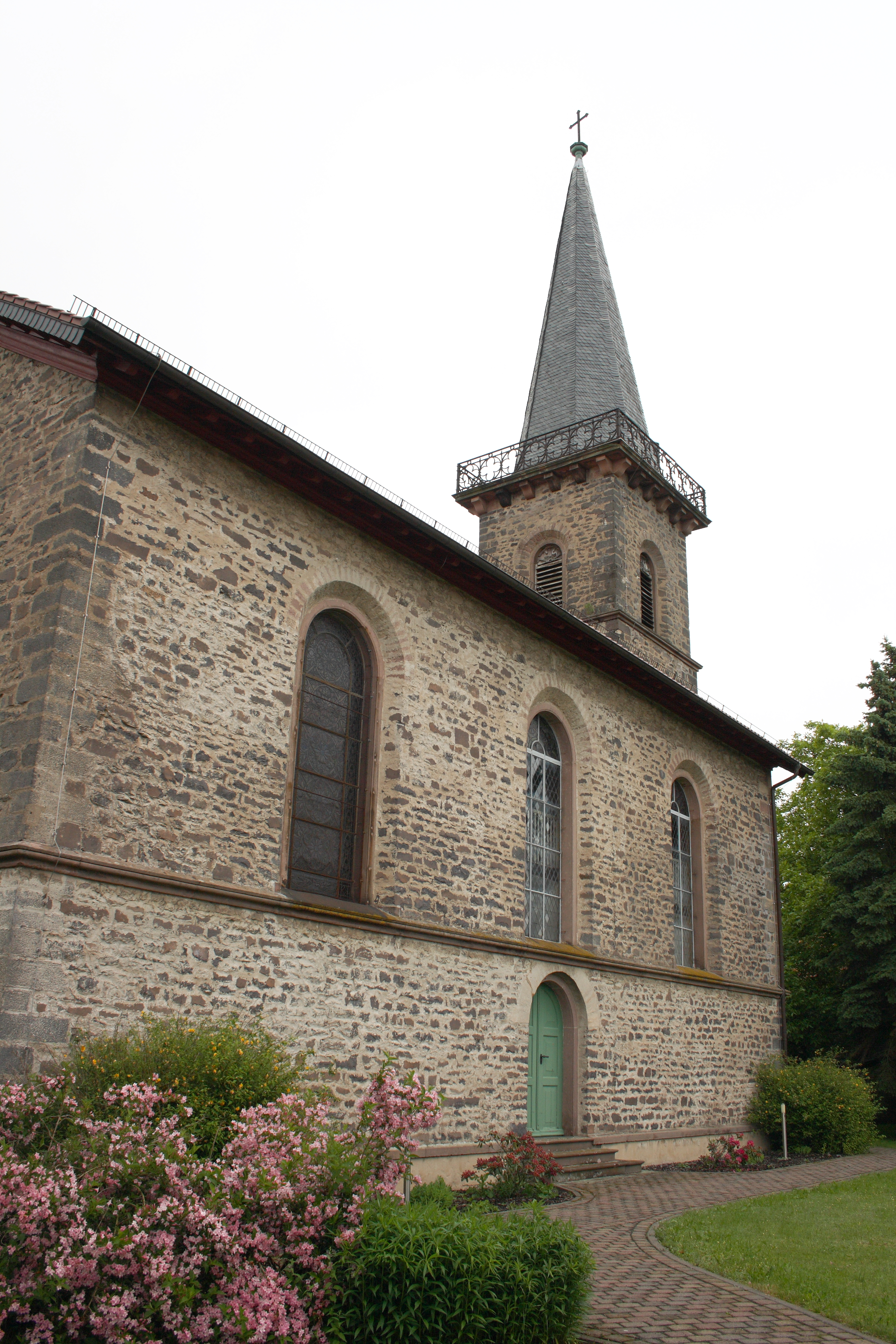
Evangelische Kirche in Windhausen

Die Evangelische Kirche in Windhausen, einem Ortsteil von Feldatal im Vogelsbergkreis in Hessen, wurde von 1840 bis 1842 errichtet. Die Kirche ist ein geschütztes Baudenkmal. Die Kirchengemeinden Groß-Felda, Kestrich und Windhausen gehören zum Dekanat Vogelsberg in der Propstei Oberhessen der Evangelischen Kirche in Hessen und Nassau.

## Architektur
Die Kirche aus Bruchstein ist ein schlichter Saalbau im Stil der Neuromanik. An der westlichen Giebelwand ist ein schlanker Turm mit Brüstungsgitter und Spitzhelm angebaut. Im Inneren ruht die dreiseitige Empore auf Achteckpfeilern mit Kapitellschmuck. Die Bleiglasfenster stammen aus der Erbauungszeit, sie stellen die Taufe Jesu und die Auferstehung Christi dar.
Das frühgotische Taufbecken ist mit Dreipassblenden verziert.